# Tây Cát
Tây Cát (chữ Hán giản thể: 西吉县) là một huyện thuộc địa cấp thị Cố Nguyên, tỉnh Khu tự trị dân tộc Hồi Ninh Hạ, Cộng hòa Nhân dân Trung Hoa. Huyện này có diện tích 3985 ki-lô-mét vuông, dân số năm 1999 là 454.021 người. Mã số bưu chính là 756200. Đây là huyện nông nghiệp với ngành trồng rau là chủ đạo